# Cestrum dumetorum
Cestrum dumetorum är en potatisväxtart som beskrevs av Diederich Franz Leonhard von Schlechtendal. Cestrum dumetorum ingår i släktet Cestrum och familjen potatisväxter. Inga underarter finns listade i Catalogue of Life.